# 龟谷了
龟谷了（かめがい さとる，1909年7月12日 - 2002年7月24日）是日本生物学家、医生、寄生虫学學者。获頒褒章、勋三等瑞寶章。

## 简历
龟谷了先后就读于山口高等学校和长崎医科大学，大學毕业后于1939年加入南滿洲鐵道株式会社。1940年获得长崎医科大学医学博士学位。1943年留学满洲国立厚生研究所，1945年在奉天卫生试验所工作。1947年回国，进入日本生物科学研究所。1948年在目黑开设内科儿科诊所。1953年设立寄生虫专业研究机构目黑寄生虫馆。1976年获紫绶褒章，1987年授勋三等瑞宝章。1997年10月1日成为目黑区名誉区民。2002年7月24日凌晨3时49分，因脑梗死在東京都澀谷區的医院去世，享年93岁。